# L25 (雑誌)
L25（エルニジュウゴ）は、リクルートが発行するフリーペーパー。2006年11月1日に創刊した。発行部数は約40万部としている。毎月第4木曜日に東京圏（東京、神奈川、埼玉、千葉）の主要鉄道駅、コンビニエンスストア、飲食店、書店などに設置されたスタンドで無料配布される。

## 概要
「R25」が男性を対象としているのに対し、25歳～34歳のOLを主な読者対象としており、同僚などとの話題づくりに役立つよう、テレビ番組や雑誌などで特集された内容を主に紹介する。創刊から2007年3月までは月2回（毎月1日と15日）の発行だったが、2007年3月29日から週刊化し、2008年1月10日発行から表紙などがリニューアルされた。2009年11月26日再びリニューアルし、月刊誌となった。

## オリジナルキャラクター
読者の代弁者として「常連5人組」なる動物キャラがいる（2008年1月10日発行分から）。主に表紙と目次に登場している。
- ブタ
- イヌ
- パンダ
- ゾウ
- ウサギ

いずれも詳細は不明。

### 過去のキャラクター
2007年12月20日発行分までOL3人組キャラクター「OL3」が登場していた。
オーちゃん
恋愛に興味を持つ。好みのタイプは頼れる男性。髪型はO。
エルン
満足主義者で、趣味にこだわりを持つタイプ。髪型はL。
ミーコさん
3人のまとめ役を務めるリーダー格。誰からも頼られている。髪型は3。

## ウェブサイト
モバイルコンテンツサービス「L25mobile」が創刊と同日に提供開始されている。ニュースとグルメや宿などのクチコミ、また『カピバラさん』『ブクブクアワー』といった4コマ漫画などのコンテンツがある。

## テレビ番組
- 日経スペシャル ガイアの夜明け フリーペーパー協奏曲～拡大する“0円雑誌”の仕掛け人たち～（2006年11月21日、テレビ東京）[1] - “0円雑誌”の舞台裏を取材。